# Жийи-ле-Сито
Жийи́-ле-Сито́ (фр. Gilly-lès-Cîteaux) — коммуна во Франции, находится в регионе Бургундия. Департамент коммуны — Кот-д’Ор. Входит в состав кантона Нюи-Сен-Жорж. Округ коммуны — Бон.
Код INSEE коммуны — 21297.

## Население
Население коммуны на 2010 год составляло 634 человека.
| 1962 | 1968 | 1975 | 1982 | 1990 | 1999 | 2010 |
| ---- | ---- | ---- | ---- | ---- | ---- | ---- |
| 397  | 403  | 415  | 461  | 517  | 565  | 634  |

## Экономика
В 2010 году среди 426 человек трудоспособного возраста (15—64 лет) 339 были экономически активными, 87 — неактивными (показатель активности — 79,6 %, в 1999 году было 75,8 %). Из 339 активных жителей работали 318 человек (167 мужчин и 151 женщины), безработных было 21 (10 мужчин и 11 женщин). Среди 87 неактивных 30 человек были учениками или студентами, 46 — пенсионерами, 11 были неактивными по другим причинам.